# Antico suono degli dei
Antico suono degli dei è un album discografico del cantante italiano Vincenzo Spampinato, pubblicato nel 1990 dalla DDD.

## Tracce

### Lato A
1. Tutte le donne del mondo
2. Avvelenato d'amore
3. Perdonami
4. Rosantico
5. Ci ni voli tempu

### Lato B
1. Buganville pericolose
2. Colomba del mare
3. Voglio un angelo
4. Gizziana